# Івановська сільська рада (Хайбуллінський район)
Іва́новська сільська рада (рос. Ивановский сельский совет) — муніципальне утворення у складі Хайбуллінського району Башкортостану, Росія. Адміністративний центр — село Івановка.

## Населення
Населення — 977 осіб (2019, 1298 в 2010, 1457 в 2002).

## Склад
До складу поселення входять такі населені пункти:
| Населений пункт      | Населення, осіб (2002) | Населення, осіб (2010) |
| -------------------- | ---------------------- | ---------------------- |
| Акташево, присілок   | 158                    | 140                    |
| Івановка, село       | 935                    | 877                    |
| Михайловка, село     | 157                    | 148                    |
| Новопетровське, село | 86                     | 44                     |
| Пугачово, присілок   | 121                    | 89                     |